# Millersburg (Michigan)
Pour les articles homonymes, voir Millersburg.
Millersburg est un village du comté de Presque Isle, dans l'État du Michigan, aux États-Unis. En 2020, il comptait une population de 169 habitants.